# انصرافية معرفية
الانصرافية المعرفية (بالإنجليزية: Epistemological particularism)‏ هي وجهة النظر القائلة بأنه يمكن للمرء أن يعرف شيئًا ما دون أن يعرف كيف يعرفه. من خلال هذا الرأي، تكون معرفة المرء مبررة قبل أن يعرف المرء كيف يمكن تبرير هذا الاعتقاد. يؤخذ هذا كنهج فلسفي، يمكن للمرء أن يسأل السؤال "ماذا نعرف؟" قبل أن يسأل "كيف نعرف؟"، ويظهر المصطلح في "مشكلة المعيار" لرودريك تشيشولم، وفي أعمال تلميذه، إرنست سوسا (الطوافة والهرم: التماسك مقابل الأسس في نظرية المعرفة). تتناقض الخصوصية مع المنهجية، التي تجيب على السؤال الأخير قبل الأول. نظرًا لأن السؤال "ماذا نعرف" يشير إلى أننا نعلم، فإن الخصوصية تعتبر[مِن قِبَل مَن؟]
معادية للشك بشكل أساسي، وقد سخر منها كانط في Prolegomena.[بحاجة لمصدر]